# مزرعة ناصر إسماعيلي
مزرعة ناصر إسماعيلي (بالفارسية: مزرعه ناصراسماعيلي) هي منطقة سكنية تقع في فارس في إيران.